# Lineus obscurus
Lineus obscurus är en djurart som tillhör fylumet slemmaskar, och. Lineus obscurus ingår i släktet Lineus och familjen Lineidae. Inga underarter finns listade i Catalogue of Life.